# Keerbergen
Keerbergen és un municipi belga de la província de Brabant Flamenc i la regió de Flandes. L'1 de gener del 2024 tenia 13.296 habitants.